# Circondario di Ragusa
Il circondario di Ragusa era uno dei circondari in cui era suddivisa la provincia di Siracusa, esistito dal 7 gennaio 1926 al 2 gennaio 1927.

## Storia
Il circondario di Ragusa ebbe un'esistenza effimera: venne istituito il 7 gennaio 1926 per scorporo di alcuni comuni dal circondario di Modica. Il 2 gennaio 1927 il riordino delle circoscrizioni provinciali comportò la soppressione di tutti i circondari italiani; il territorio venne quindi incluso nella nuova provincia di Ragusa, istituita il medesimo giorno.

## Geografia antropica

### Comuni
Il circondario di Ragusa comprendeva i comuni di Biscari, Chiaramonte Gulfi, Comiso, Giarratana, Monterosso Almo, Ragusa, Ragusa Ibla, Santa Croce Camerina e Vittoria.

### Suddivisioni amministrative
Dato lo scorporo dal Circondario di Modica, quello di Ragusa era così suddiviso:
- mandamento di Chiaramonte
  - comune di Chiaramonte
- mandamento di Comiso
  - comuni di Comiso e Santa Croce Camerina
- mandamento di Monterosso Almo
  - comuni di Giarratana e Monterosso Almo
- mandamento di Ragusa
  - comuni di Ragusa e Ragusa Ibla
- mandamento di Vittoria
  - comuni di Biscari e Vittoria